# Ротенберг, Александр Иосифович

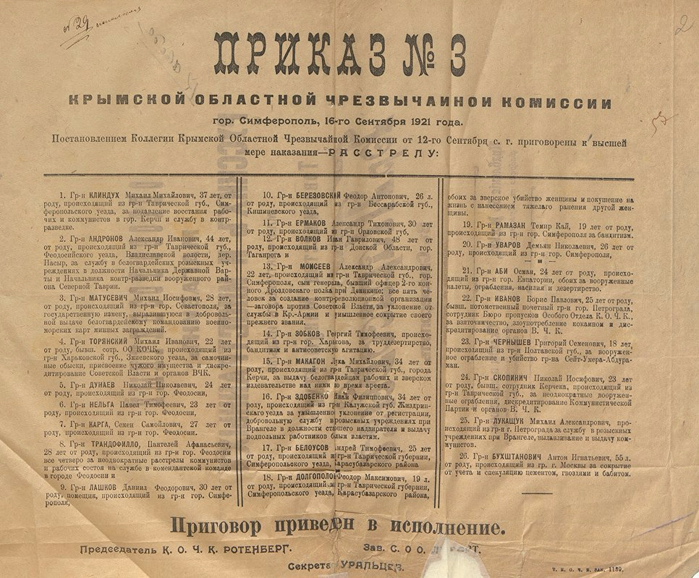
Приказ Крымского областного ЧК о расстрелах за подписью А. И. Ротенберга

Александр Иосифович Ротенберг (1886, Житомир — не ранее 1943) — русский революционер, участник революции 1905-1907 годов, революции 1917 года. Сотрудник ВЧК в 1918-1923 годах. Позднее на хозяйственной работе.

## Биография
Получил фармацевтическое образование, работал в аптеке. Арестовывался за хранение нелегальной литературы в Житомире. В 1903 или 1905 году вступил в РСДРП. Участник Русской революции 1905 года. В 1917 году вступил во фракцию большевиков. Участник революций 1917 года. В 1917—1918 годах — член Исполнительного комитета Московского Совета. 
С 1918 года трудился в ВЧК. Сначала работал следователем в Отделе по борьбе с контрреволюцией, затем начальником следственной части отдела по борьбе с контрреволюцией ВЧК. В 1919—1920 годах — уполномоченный ВЧК на Западном фронте. 
В 1920—1921 годах — председатель Минской губернской ЧК и председатель ЧК БССР. С сентября 1921 года по сентябрь 1922 года — председатель ЧК — начальник областного отдела ГПУ Крымской АССР, был членом Президиума ЦИК. Был снят с должности по требованию обкома партии, но остался заместителем нового начальника областного отдела ГПУ С. Ф. Реденса. В 1923 году ушёл отставку из органов, но до 1939 года числился в запасе УНКВД СССР по Московской области. 
В 1923—1924 годах — заместитель председателя правления Фармацевттреста. В 1924—1926 годах — член правления Госмедторгпрома, уполномоченный Госмедторгпрома в Веймарской республике. С сентября 1926 года до 1927 года — начальник спецотдела торгпредства СССР в Берлине. 
С мая 1928 года — директор химического треста Наркомторга СССР. В 1930-е годы работал в Наркомате связи СССР. В 1936 году — начальник Московского радиотелеграфного центра. Во время Великой Отечественной войны работал в органах здравоохранения. В 1943 году парткомиссией Главного политуправления РККА был исключён из партии. Дальнейшая судьба неизвестна.

### Личная жизнь
Известна гражданская связь А. И. Ротенберга с Ядвигой Гедройц (родилась в 1900 году) — племянницей Ф. Э. Дзержинского, от которой в 1919 году родилось двое детей.